# Antoine Denis Périn
Pour les articles homonymes, voir Périn.
Antoine Denis Périn est un homme politique français né le 3 août 1767 à Paris et mort le 1er septembre 1840 à Excideuil (Dordogne).

## Biographie
Propriétaire, il est député de la Dordogne de 1830 à 1837, siégeant dans la majorité soutenant les ministères de la Monarchie de Juillet.

## Sources
- « Antoine Denis Périn », dans Adolphe Robert et Gaston Cougny, Dictionnaire des parlementaires français, Edgar Bourloton, 1889-1891 [détail de l’édition]